# Glavna beskidska pot
Glavna beskidska pot Kazimierza Sosnowskega (poljsko Główny Szlak Beskidzki imienia Kazimierza Sosnowskiego, GSB) je planinska pešpot označena z rdečo barvo, ki pelje od Ustrońa v Šlezijskem Beskidu v Wołosate v Bieszczadih. 
Je najdaljša pot v poljskih planinah in ima približno 496 km dolžine, pelje čez Šlezijski Beskid, Żywiecki Beskid, Gorce, Sądecki Beskid, Nizki Beskid in Bieszczady. Na poti skozi najvišje dele poljskih Bekidov (del Karpatov) omogoča doseganje sledečih vrhov: Stożek Wielki (češko Velký Stožek), Barania Góra, Babia Góra, Polica, Turbacz, Lubań, Przechyba, Radziejowa, Jaworzyna Krynicka, Rotunda, Cergowa, Chreszczata, Smerek in Halicz oziroma naselja, kot so: Ustroń, Węgierska Górka, Jordanów, Rabka-Zdrój, Krościenko nad Dunajcem, Rytro, Krynica-Zdrój, Iwonicz-Zdrój, Rymanów-Zdrój, Komańcza, Cisna, Ustrzyki Górne in druga. 
Glavna beskidska pot je bila trasirana v medvojnem obdobju. Trasa zahodnega dela (Ustroń-Krynica) je vodila od Kazimierza Sosnowskega in bila končana leta 1929. Vzhodni del, v skladu s projektom Mieczysława Orłowicza, je bil končan leta 1935 in je peljal vse do Čornogore, ki se je nahajala v tem času znotraj poljskih meja. Med letoma 1935 in 1939 bila je imenovana po Józefu Piłsudskem.

## Rekordi
Trenutno najkrajši čas osvajanja cele poti pripada Macieju Więcku (inov-8 team PL) in znaša 114 ur in 50 minut. Więcku je podvig je uspel v dneh 20.–24. junija 2013.. Prej je ta rekord skoraj 7 let pripadal Piotru Kłosowiczu, ki je v septembru leta 2006 za osvajanje cele poti porabil 168 ur. Oba tekmovalca sta osvajala GSB z vzhoda proti zahodu, todak Piotr Kłosowicz je naredil to brez podporne ekipe, medtem ko Maciej Więcek s podporo.

## Galerija
- Vrh Babie Góre (1725 m, najvišja točka poti)
- Turbacz in Hala Długa ("dolgi travnik")
- Zgradba PTTK-a (Poljskega turističnega društva) na Turbaczu (Gorce)
- Pogled na Kiczoru iz gorovja Lubańa
- Skupina Lubańa (Gorce) gledana od strani gorovja Pieniny
- Vrh Radziejowe